# Cavall barbaresc
El cavall barbaresc és una raça de cavall existent a Barbària (Magrib) des de fa segles. Els seus orígens són discutits, però les seves característiques actuals es remunten a l'època de la conquesta islàmica. Com a cavall de guerra ha merescut l'elogi de molts especialistes, demostrant les seves qualitats fins als anys 1950.
En velocitat pura, comparada amb la dels cavalls àrabs, no hi ha gaires dades. Però sí un testimoni significatiu de Ferdinand de Lesseps.

## Història
El cavall barbaresc actual es va definir com a raça i com a tipus en una zona geogràfica determinada, el nord d'Àfrica, fa més de dos-cents anys. Un ràpid repàs històric sobre aquesta àrea permet de suggerir alguns trets d'aquesta formació.

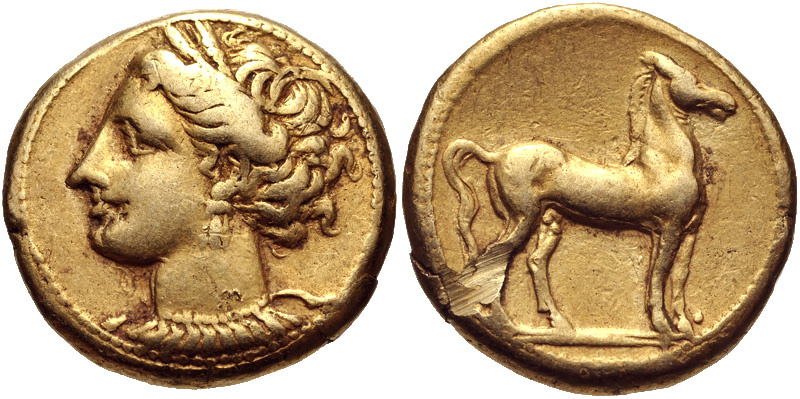
Cavall representat en una moneda cartaginesa (circa 310-290 aC)

### Època cartaginesa
Quan els fenicis varen fundar la colònia de Cartago (650 aC) ja hi havia cavalls a la regió: els cavalls númides. Probablement, aquesta base de cavalls indígenes fou predominant, numèricament, en el conjunt de cavalls cartaginesos. També és probable que hi hagués importacions significatives de cavalls de la península Ibèrica i des de Fenícia, sense descartar altres aportacions.

### Ciutats deBarcaiCirene
L'any 631 aC, es va fundar la ciutat grega de Cirene i l'any 554 aC la ciutat de Barca per part d'uns ciutadans cirenencs dissidents. Aquesta segona ciutat aviat tingué anomenada en la cria de cavalls. Com a colònia grega que era, podia participar en les Olimpíades i ho feu diverses vegades amb victòries importants. La fama dels seus cavalls perdurà fins a l'època de dominació àrab.
També Cirene fou famosa pels seus cavalls. La quadriga del rei Arcesilau IV obtingué la victòria en els jocs Pitis l'any 462 aC, amb cavalls d'aquella terra. El poeta Píndar va cantar aquella victòria (Pítiques, IV i V).
Amb la denominació de cavalls libis, és possible trobar-ne altres referències: Heròdot, Estrabó, Pausànies. I un guanyador dels jocs Olímpics (amb quadrigues i cavalls «libis»): Theocrest de Cirene.

### Època romana
Les invasions romanes suposaren una importació de cavalls des de Roma, des d'Hispània i des d'altres regions. Però el nucli de la cavallada va continuar sent cartaginès i númida fins a la conquesta i destrucció de Cartago per part dels romans. Un cop repoblada Cartago com a ciutat romana, hi ha proves nombroses de cria local de cavalls per al circ amb important infusió de cavalls hispànics.
D'aproximadament l'any 211 dC, el poema dedicat a la caça, «Cinegètica», d'Oppià, dedicat a l'emperador Caracal·la, parla dels cavalls més adequats per a caçar. Entre els millors, en descriu els mauritans i els libis.

### Invasió dels vàndals

Invasions de l'Imperi Romà: les fletxes blaves representen les invasions dels vàndals

Des del punt de vista del cavall en general i del cavall barbaresc en particular, és important considerar l'origen dels vàndals (i el dels seus cavalls), el seu nombre, el seu recorregut fins a la seva invasió del nord d'Àfrica i la seva permanència en el lloc. El croquis permet visualitzar una mica els detalls exposats.
En un moment de la seva història, els vàndals estaven assentats a la ribera de la mar Negra (segle I dC). Més tard (any 429 dC), el rei Genseric passà, des de la península Ibèrica cap al nord d'Àfrica amb un exèrcit de 80.000 guerrers, en gran part amb els seus cavalls. Qualsevol especulació sobre el tipus de cavalls que tenien els vàndals en aquell exèrcit mancaria de referències documentades. Per lògica, sembla que una gran part de la cavalleria vàndala hauria de basar-se en cavalls semblants als dels sàrmates, dels alans o dels huns. Cavalls que haurien adquirit en el seu període de residència prop de la mar Negra i que, malgrat un aspecte rudimentari, resultaven immillorables en la guerra. Un cop victoriosos i amos del territori, els seus cavalls s'haurien encreuat amb els cavalls númides, molt més refinats i nombrosos.
Els documents sobre aquella època són contradictoris. Alguns consideren els vàndals com a simples bàrbars destructors de monuments romans. Altres fonts parlen de les seves preferències sofisticades (com el palau de Genseric amb jardins incomparables, segons testimoni de Procopi, secretari de Belisari). Un altre testimoni parla del circ de Cartago, amb una font decorativa i utilitària, on podien abeurar-se els cavalls que hi competien. Una mesura del luxe d'aquells vàndals pot deduir-se d'alguns mosaics conservats.

### Invasió romana d'Orient
L'expedició militar romana d'Orient va desembarcar l'any 533 a Leptis Magna. La cavalleria del general Belisari constava de 5.000 genets. Els cavalls eren grecs, la majoria de Tràcia, però hi havia 500 cavalls huns i 400 cavalls hèruls.
L'ocupació de Cartago va perllongar-se fins a l'any 630, quan la ciutat va caure en mans musulmanes.

### Invasió islàmica
La conquesta islàmica del nord d'Àfrica (que molt grollerament pot datar-se al voltant dels anys 630-698) és difícil de resumir. D'una banda, va comportar l'apropiació de territoris costaners sota domini romà d'Orient (amb els cavalls corresponents) i, de l'altra, la derrota i dominació de les tribus amazigues de l'interior (també amb els cavalls respectius).
Des del punt de vista del cavall i, a manca de referències vàlides, cal prescindir d'especulacions i anar directament a les conseqüències posteriors. Segons el tractat Nacerí d'Abú Bekr ibn Bedr (Abou Bekr ibn Bedr, any 1333) hi havia 10 races de cavalls. Les races sisena (barka, de la ciutat de Barka) i novena (marrabi o magribina) tenen relació amb el cavall barbaresc. D'acord amb el mateix autor, hi havia una subraça, heikali, dins dels cavalls de Barka. De cos poderós, extremitats grosses, unglots grossos i (en francès) quatre reins, expressió equivalent potser a 'gropa partida'.

### Relació equina entre Al-Àndalus i Barbaria
La relació del cavall barbaresc amb els cavalls andalusos en general, el cavall espanyol de Felip II, el cavall P.R.E. («pura raça espanyola»), els cavalls napolitans, els cavalls lippizzans, els mustangs i els cavalls criolls americans i d'altres semblants, s'explica de forma molt diferent segons els autors. Hi ha dues versions gairebé del tot oposades.
Primerament, Bogros i d'altres diuen que el cavall barbaresc és a l'origen de tot. Que tots els cavalls indicats serien, fonamentalment, cavalls barbarescs o amb influència barbaresca predominant. Aquesta opinió va donar origen al concepte del cavall Spanish Barb.
La segona versió, molt menys estesa i acceptada, considera que els cavalls ibèrics de la zona d'Andalusia no tingueren una influència significativa del cavall barbaresc. Aquesta teoria considera ridícula l'expressió Spanish Barb.
Probablement, la realitat es troba entre les dues teories. Sembla comprovat que, en èpoques prehistòriques i abans de les colònies gregues i fenícies, els cavalls del sud de la península Ibèrica i els cavalls del nord d'Àfrica estaven molt emparentats. Des d'aleshores fins als temps de la invasió musulmana del sud d'Europa, hi va haver un transvasament important de cavalls en ambdós sentits. Des d'Àfrica cap a Andalusia i des d'Andalusia cap a l'Àfrica.
Durant l'ocupació musulmana, les aportacions de cavalls travessant l'estret de Gibraltar cap al nord i cap al sud foren relativament escasses, però significatives. Es pot afirmar que, numèricament, els cavalls andalusos i els cavalls barbarescs es mantingueren independents, amb aportacions puntuals d'una certa importància.

### Formació de la raça actual

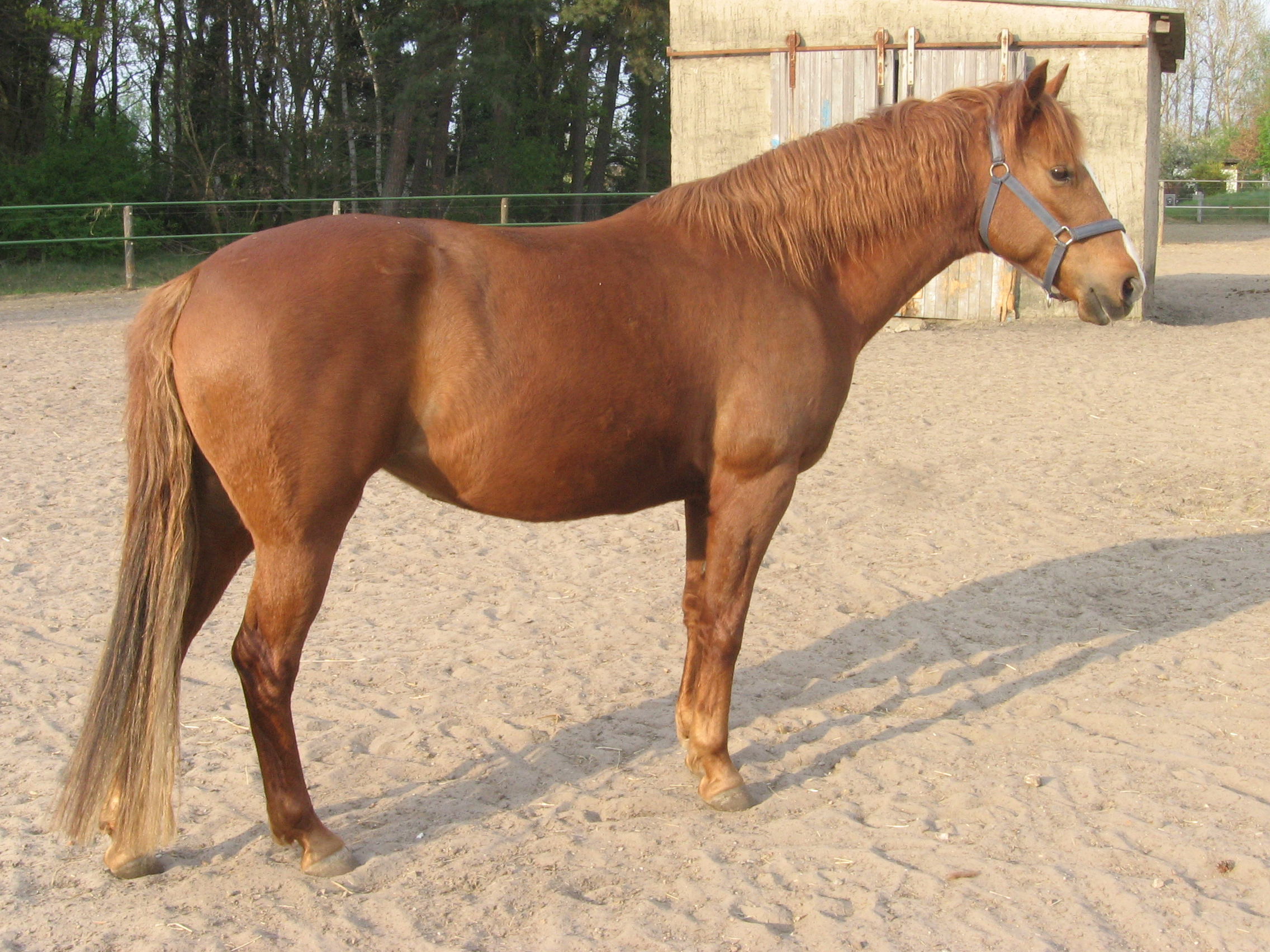
Conformació del cavall barbaresc

Quan els àrabs van conquerir el nord d'Àfrica, la cria de cavalls per part dels amazics, que ja estava plenament desenvolupada, va rebre l'incentiu de la benedicció de la nova religió.
Un aspecte important fou l'arribada de cavalls àrabs de pura raça. No pas per la seva influència directa, però sí per l'aparició de cavalls mesclats arabobarbarescos. Al Magrib, conviuen des d'aleshores tres castes de cavalls: els barbarescs tradicionals, els de pura raça àrab (cavall àrab) i els arabobarbarescs.
L'estil de vida tradicional de les tribus de l'interior va permetre conservar les qualitats més útils en un cavall de guerra (resistència i rusticitat) sense perdre velocitat, arrencada o agilitat. Essencialment, els millors cavalls barbarescs del segle vuitè eren molt semblants als que després elogiarien el general Daumas i el coronel Denis Bogros. En les obres del general Daumas (especialment en Les chevaux du Sahara, que inclou aportacions cabdals de l'emir Abd el Kader sobre el tema), s'expliquen els costums i la forma de cria dels amazics.

## Resum i conclusions
A partir de cavalls de races diferents, el nord d'Àfrica va produir el cavall barbaresc «clàssic», encara existent en quantitats importants fins a l'any 1950. Posteriorment, les xifres de cavalls barbarescs purs anaren minvant fins a fregar el perill d'extinció. L'any 1987, es va fundar a Algèria l'Organisation Mondiale du Cheval Barbe (OMCB), amb l'objectiu de preservar-ne la raça.

## Característiques

### Característiques físiques
El cavall barbaresc actual pot tenir alçades variables. És més alt i robust a l'est que a l'oest. Les característiques físiques són les següents:
- Proporcions: cavall «quadrat», tan alt com llarg.
- Alçada: 1,45-1,60 m.
- Tipus: mediolini.[32]
- Perímetre de canyella:[33] mínim 18 cm.
- Pes: 400-550 kg.
- Pelatges freqüents: negre, castany, alatzà, liart.
- Cos: curt i fi.
- Gropa: inclinada.
- Cua i crinera: espesses i poblades, arran de la cua baixa.
- Cap: estret, amb perfil convex o lleugerament corbat. Narius poc destacats.
- Orelles: dretes i més aviat curtes.
- Ulls: en forma d'ametlla; arcs supraciliars molt poc destacats.
- Coll: gruixut i musculat, corbat en coll de cigne.
- Extremitats: sòlides i ben musculades; relativament primes, però fortes.
- Ungles: petites i molt dures.

Els cavalls barbarescs, generalment, només tenen 5 vèrtebres lumbars, com els cavalls àrabs de pura raça.

### Caràcter i aptituds
El cavall barbaresc és dòcil i rústic, rústic en el bon sentit, significant que no és gens delicat ni feble, no pas tosc o mal acabat. A més, és polivalent: alta velocitat en distàncies curtes, velocitat considerable en distàncies mitjanes i gran resistència en trajectes llargs. Bon saltador en funció de la seva talla, és de caràcter tranquil, equilibrat i valent. Aparentment mandrós, quan és sol·licitat pel seu genet demostra una fogositat impetuosa.
És fàcil d'aregar i ensinistrar, i mostra una resistència insuperable en les condicions més difícils: fred, calor, set, fam... Mai no sembla cansat.
En funció de les seves capacitats i prestacions, un cost de manteniment mínim i el seu caràcter tranquil, el cavall barbaresc es pot comparar favorablement amb altres races més difoses. Si el projecte de manteniment i promoció de la raça aconsegueix un nombre important d'exemplars, el cavall barbaresc hauria de tenir una bona expansió i ocupar un paper destacat en l'equitació de lleure.